# Hélisenne de Crenne
Marguerite Briet, conocida como Hélisenne de Crenne (Abbeville, c. 1510-c, 1560), fue una escritora y traductora francesa.
Olvidada y después redescubierta a finales del siglo XIX, Hélisenne de Crenne es considerada actualmente como una erudita de renombre en la tradición humanista del Renacimiento, como precursora de la novela sentimental, psicológica y epistolar, y como una pionera del feminismo.

## Vida y obra
De su vida, solamente se sabe que se casó hacia 1530 con un tal Philippe Fournel, señor del Crenne, del cual se separó legalmente en 1552 para luego ir a vivir cerca de París.
Se argumenta que, al contrario que otras escritoras de su época, no pertenecía a la nobleza ni a la corte si bien la poca información sobre su persona no permite asegurarlo. 
Se conocen cuatro obras, tres obras originales y una traducción de la Eneida, que fue la segunda traducción conocida de esta obra al francés, tras la de Octavien de Saint-Gelais (1509), y la primera en prosa.
- Les Angoysses douloureuses qui procedent d'amours, composées par dame Hélisenne (1538),
- Les Épistres familières et invectives de ma dame Helisenne, composées par icelle dame de Crenne (1539)
- Le Songe de madame Helisenne, composé par la dicte dame, la considération duquel est apte à instiguer toutes personnes de s’alliéner de vice, et s’approcher de vertu (1540)
- Les quatre premiers livres des Eneydes du treselegant poète Virgile, traduictz de latin en prose françoyse par ma dame Helisenne (1541).[4]

Sus tres obras primeras pasaron por muchas ediciones antes de compilarlas en un solo volumen, primero en 1543, después en 1551 y 1560 por Claude Colet, que consideró que era mejor aligerar los latinismos, arcaísmos y neologismos con los que Hélisenne había podido mostrar sus conocimientos. Después de esto tuvieron que pasar tres siglos y medio para que se identificase a su autora y que se empezara a leer nuevamente su obra.

### Les Angoysses douloureuses qui procedent d'amours
Los tormentos del amor se presentan en esta novela desde el punto de vista de la mujer, aquí representada por Hélisenne, a la vez personaje, narradora y autora de la historia. La primera parte cuenta el feliz matrimonio de Hélisenne y el repentino deseo adúltero que experimenta hacia el joven Guénélic. Desesperado, su marido la encierra en una torre. Hélisenne escribe una larga carta a su amante, con la esperanza de que caiga entre sus manos y la libere. En la segunda parte se cuentan las aventuras de Guénélic y de su compañero Quézinstra, que recorren Europa en busca de la prisión de Hélisenne. En la última parte, Quézinstra relata el destino de los dos amantes.
Les Angoysses se considera la primera novela romántica en francés.

### Les Épistres familières et invectives de ma dame Hélisenne
Las 18 cartas que contiene este libro tratan sobre la educación de las mujeres y las amistades femeninas, sobre la moral, el amor y la infidelidad. Están dirigidas a personajes ficticios, pero se citan como modelos de personalidades como Didon, Judith, Aspasie y Marguerite de Navarra. Durante mucho tiempo se creyó que estas cartas habían sido escritas por un hombre, pero en realidad son obra de una mujer en guerra contra el desprecio respecto a su género en su época, actitud sobre todo puesta de manifiesto por Gratien Del Puente en sus Controverses des sexes masculin et féminin publicadas en 1534.

### Le Songe de madame Hélisenne
Una señora y su amante discuten los peligros del amor adúltero. En este relato, en gran parte alegórico, donde intervienen Venus y Pallas, después Sensualidad y Razón, el punto de vista que domina es todavía el de la mujer, cuyos deseos amorosos están reprimidos por su marido, sin embargo sin ser satisfechos por su amante.

## Ediciones modernas
- Les Angoysses douloureuses qui procedent d’amours, ed. Christine de Buzon, Paris, Honoré Champion, 1997 (ISBN 2852036932)
- Les Angoisses douloureuses qui procèdent d’amours, ed. Jean-Philippe Beaulieu, Saint-Étienne, Publications de l'Université, 2005 (ISBN 2862723681)
- Les Epistres familieres et invectives de ma dame Hélisenne, ed. Jean-Philippe Beaulieu y Hannah Fournier, Presses de l’Université de Montréal, 1995 (ISBN 2852035707)
- Le Songe de madame Hélisenne de Crenne (1541), ed. Jean-Philippe Beaulieu, Paris, Indigo & Côté-femmes, 1995 (ISBN 2907883828)